# Scubapro
Scubapro a fost fondată în anul în 1963 în S.U.A. de către Gustav della Valle, reprezentant Beuchat în Statele Unite ale Americii și Dick Bonin, producător de echipament de scufundare. Litera „S” din logo-ul firmei, provine de la detentorul „Souplair” produs de Beuchat. Ei au adus pe piață o serie întreagă de inovații pentru scufundare, care sunt încă folosite în prezent.
În 1966 Scubapro introduce primul decompresimetru analog , precursor al calculatorului de scufundare modern, iar în 1971 a creat primul model de vestă de salvare tip standard.
Scubapro a fuzionat în anul 1997 cu Uwatec, producător de instrumente de scufundare și este apoi achiziționată de Johnson Outdoors, fabricant de motoare outboard. Compania, acum cunoscută sub numele de „Scubapro Uwatec”, produce în prezent gamă completă de echipament de scufundare: detentoare, veste de salvare, calculatoare de scufundare, măști, labe de înot, tuburi de respirat, costume de protecție termică umede și uscate, precum și accesorii de scufundare.
Scubapro continuă să se fie unul din cei mai importanți producători de echipament de scufundare având peste 400 de angajați în 17 locații din 13 țări, acoperind 4 continente. Cel puțin unul din doi angajați este un scafandru brevetat, în multe țări chiar peste 80%  dintre angajați sunt scafandri, iar peste o treime sunt instructori de scufundare.